# Mailleroncourt-Charette
Mailleroncourt-Charette est une commune française située dans le département de la Haute-Saône, la région culturelle et historique de Franche-Comté et la région administrative Bourgogne-Franche-Comté.

## Géographie

### Climat
Pour des articles plus généraux, voir Climat de la Bourgogne-Franche-Comté et Climat de la Haute-Saône.
En 2010, le climat de la commune est de type climat de montagne, selon une étude du Centre national de la recherche scientifique s'appuyant sur une série de données couvrant la période 1971-2000. En 2020, Météo-France publie une typologie des climats de la France métropolitaine dans laquelle la commune est exposée à un climat semi-continental et est dans la région climatique  Lorraine, plateau de Langres, Morvan, caractérisée par un hiver rude (1,5 °C), des vents modérés et des brouillards fréquents en automne et hiver. 
Pour la période 1971-2000, la température annuelle moyenne est de 10,1 °C, avec une amplitude thermique annuelle de 17,3 °C. Le cumul annuel moyen de précipitations est de 1 114 mm, avec 13,4 jours de précipitations en janvier et 10,1 jours en juillet. Pour la période 1991-2020, la température moyenne annuelle observée sur la station météorologique de Météo-France la plus proche, « Saulx-de-Vesoul », sur la commune de Saulx à 4 km à vol d'oiseau, est de 10,9 °C et le cumul annuel moyen de précipitations est de 1 066,3 mm. 
La température maximale relevée sur cette station est de 39,5 °C, atteinte le 25 juillet 2019 ; la température minimale est de −21 °C, atteinte le 13 janvier 1987,,. 
Les paramètres climatiques de la commune ont été estimés pour le milieu du siècle (2041-2070) selon différents scénarios d'émission de gaz à effet de serre à partir des nouvelles projections climatiques de référence DRIAS-2020. Ils sont consultables sur un site dédié publié par Météo-France en novembre 2022.

## Urbanisme

### Typologie
Au 1er janvier 2024, Mailleroncourt-Charette est catégorisée commune rurale à habitat dispersé, selon la nouvelle grille communale de densité à sept niveaux définie par l'Insee en 2022.
Elle est située hors unité urbaine. Par ailleurs la commune fait partie de l'aire d'attraction de Vesoul, dont elle est une commune de la couronne,. Cette aire, qui regroupe 158 communes, est catégorisée dans les aires de 50 000 à moins de 200 000 habitants,.

### Occupation des sols
L'occupation des sols de la commune, telle qu'elle ressort de la base de données européenne d’occupation biophysique des sols Corine Land Cover (CLC), est marquée par l'importance des territoires agricoles (55,9 % en 2018), en diminution par rapport à 1990 (56,9 %). La répartition détaillée en 2018 est la suivante : 
forêts (39,7 %), prairies (24,4 %), zones agricoles hétérogènes (19,4 %), terres arables (12,2 %), zones urbanisées (4,4 %). L'évolution de l’occupation des sols de la commune et de ses infrastructures peut être observée sur les différentes représentations cartographiques du territoire : la carte de Cassini (XVIIIe siècle), la carte d'état-major (1820-1866) et les cartes ou photos aériennes de l'IGN pour la période actuelle (1950 à aujourd'hui).

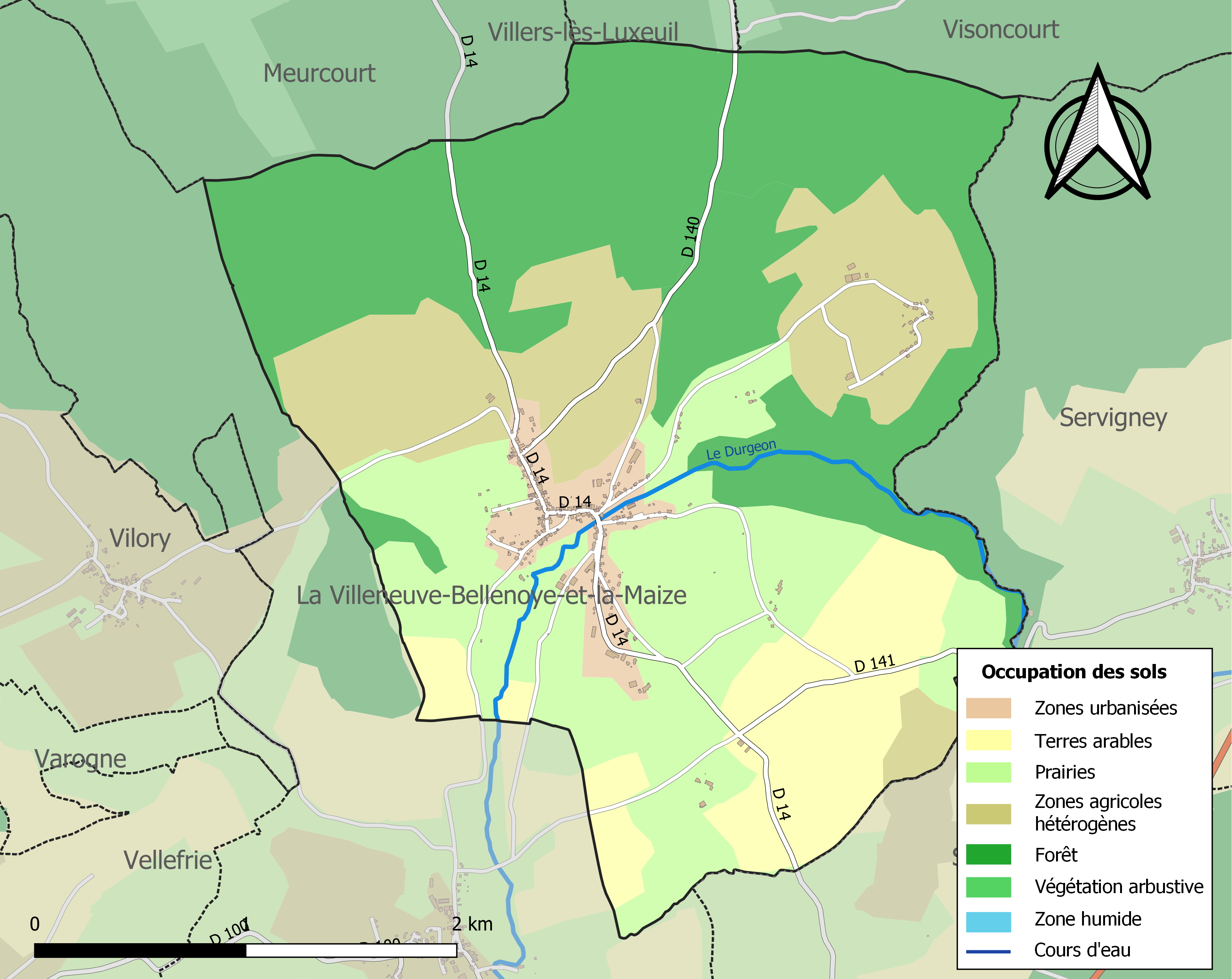
Carte des infrastructures et de l'occupation des sols de la commune en 2018 (CLC).

## Héraldique
| Blason de Mailleroncourt-Charette | Blason  | D’argent à la bande de gueules côtoyée de deux cotices du même. |
| Blason de Mailleroncourt-Charette | Détails | Le statut officiel du blason reste à déterminer.                |

## Politique et administration

### Rattachements administratifs et électoraux
La commune fait partie de l'arrondissement de Lure du département de la Haute-Saône,  en région Bourgogne-Franche-Comté. Pour l'élection des députés, elle dépend de la deuxième circonscription de la Haute-Saône.
Elle faisait partie depuis 1801 du canton de Saulx. Dans le cadre du redécoupage cantonal de 2014 en France, la commune est rattachée au canton de Saint-Loup-sur-Semouse.

### Intercommunalité
La commune faisait partie de la communauté de communes du Pays de Saulx, créée le 21 décembre 2001 et qui regroupait 17 communes et environ 3 700 habitants.
Dans le cadre des dispositions de la loi du 16 décembre 2010 de réforme des collectivités territoriales, qui prévoit toutefois d'achever et de rationaliser le dispositif intercommunal en France, et notamment d'intégrer la quasi-totalité des communes françaises dans des EPCI à fiscalité propre dont la population soit normalement supérieure à 5 000 habitants, le schéma départemental de coopération intercommunale de 2011 a prévu la fusion des communautés de communes : 
- du Pays de Saulx,  
- des grands bois 
- des Franches Communes (sauf  Amblans et Genevreuille), 
et en y rajoutant la commune isolée de Velorcey, afin de former une nouvelle structure regroupant 42 communes et environ 11 200 habitants.
Cette fusion est effective depuis le 1er janvier 2014 et a permis la création, à la place des intercommunalités supprimées, de  la Communauté de communes du Triangle Vert, dont la commune est désormais membre.

### Liste des maires
| Période                                  | Période                   | Identité     | Étiquette | Qualité                        |
| ---------------------------------------- | ------------------------- | ------------ | --------- | ------------------------------ |
| Les données manquantes sont à compléter. |                           |              |           |                                |
| mars 2001                                | mars 2008                 | Bernard Card |           |                                |
| mars 2008                                | En cours (au 4 juin 2020) | Édith Lucien |           | Réélu pour le mandat 2020-2026 |

## Démographie
En 2022, la commune de Mailleroncourt-Charette comptait 279 habitants. À partir du XXIe siècle, les recensements réels des communes de moins de 10 000 habitants ont lieu tous les cinq ans. Les autres « recensements » sont des estimations.
| 1793 | 1800 | 1806 | 1821 | 1831  | 1836  | 1841  | 1846  | 1851 |
| ---- | ---- | ---- | ---- | ----- | ----- | ----- | ----- | ---- |
| 816  | 878  | 860  | 965  | 1 140 | 1 030 | 1 080 | 1 041 | 991  |

| 1856 | 1861 | 1866 | 1872 | 1876 | 1881 | 1886 | 1891 | 1896 |
| ---- | ---- | ---- | ---- | ---- | ---- | ---- | ---- | ---- |
| 813  | 741  | 763  | 760  | 722  | 660  | 618  | 574  | 566  |

| 1901 | 1906 | 1911 | 1921 | 1926 | 1931 | 1936 | 1946 | 1954 |
| ---- | ---- | ---- | ---- | ---- | ---- | ---- | ---- | ---- |
| 533  | 484  | 475  | 418  | 415  | 344  | 348  | 332  | 347  |

| 1962 | 1968 | 1975 | 1982 | 1990 | 1999 | 2006 | 2008 | 2013 |
| ---- | ---- | ---- | ---- | ---- | ---- | ---- | ---- | ---- |
| 323  | 309  | 302  | 321  | 272  | 277  | 298  | 304  | 283  |

| 2018 | 2022 | - | - | - | - | - | - | - |
| ---- | ---- | - | - | - | - | - | - | - |
| 284  | 279  | - | - | - | - | - | - | - |

## Lieux et monuments

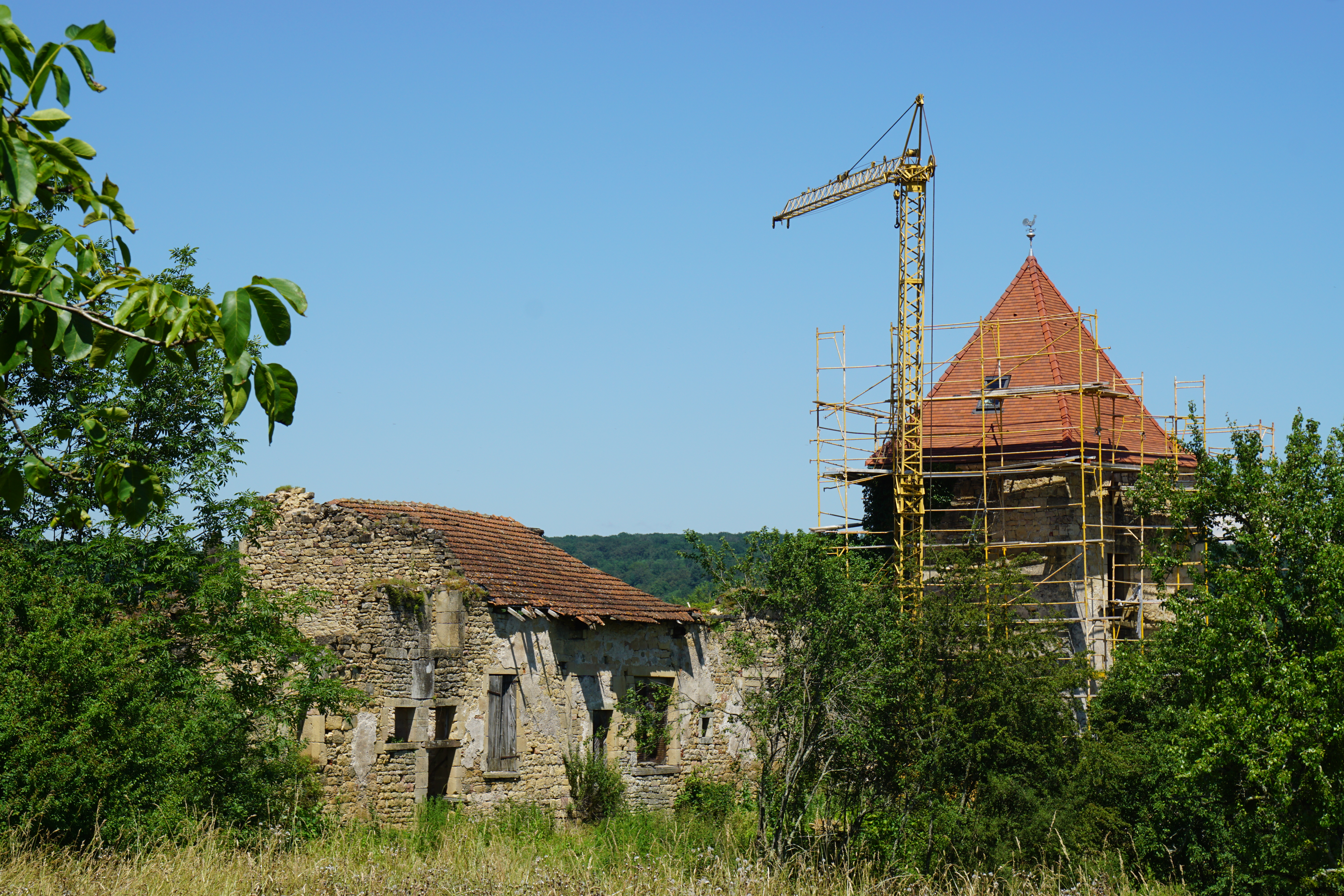
Le château.

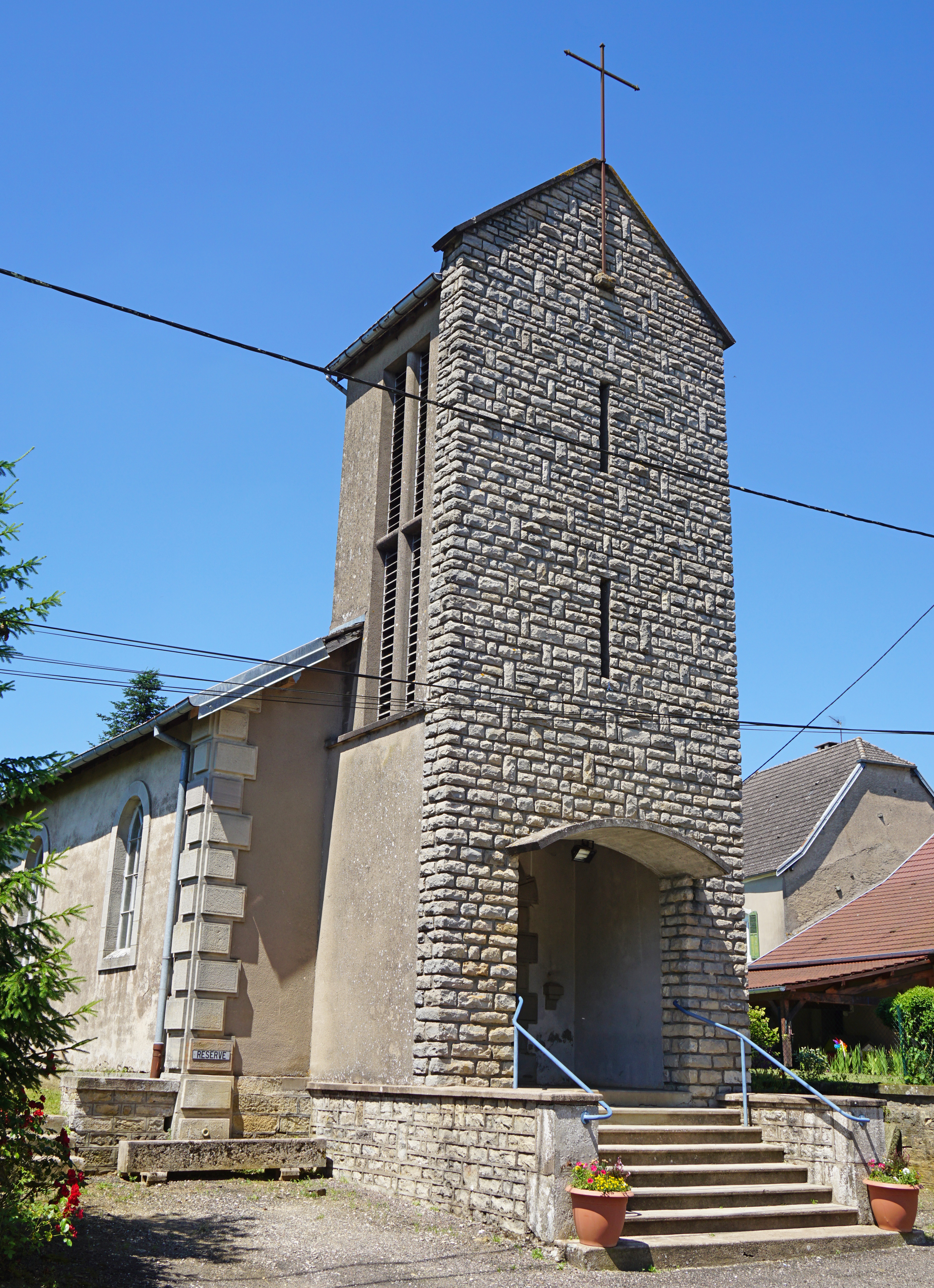
L'église Saint-Léger.

- Un château en ruines (il ne reste plus qu'une tour en rénovation, et un pan de bâtiment dévoré par la végétation) subsiste, dont l’histoire s’enracine à l’époque médiévale.

Si le domaine n’est pas protégé au titre des monuments historiques, il est le témoin du passé du village. Selon certains documents, il semble que l’origine du château fort de Mailleroncourt-Charette soit née au Xe siècle d’une volonté de l’abbaye de Luxeuil (dont l’emprise s’étendait jusque-là) de protéger ses terres des invasions barbares. Le château a été détruit au XVIIe siècle par les Suédois, « soudoyés par le roi de France qui voulait annexer la Franche-Comté ». Au fronton d’une porte de l’édifice, on pouvait lire cette inscription en latin : « Ce château presque détruit fut relevé de ses cendres par Nicolas Joseph Terrier, sénateur » au XVIIIe siècle. Un marquis dont la famille demeura en possession du domaine jusqu’en 1810. Le château passa ensuite de main en main. Par le jeu des héritages, il se retrouva morcelé entre plusieurs propriétaires et ne cessa de se dégrader.
- Arboretum « La Cude » (type de jardin à l'anglaise).

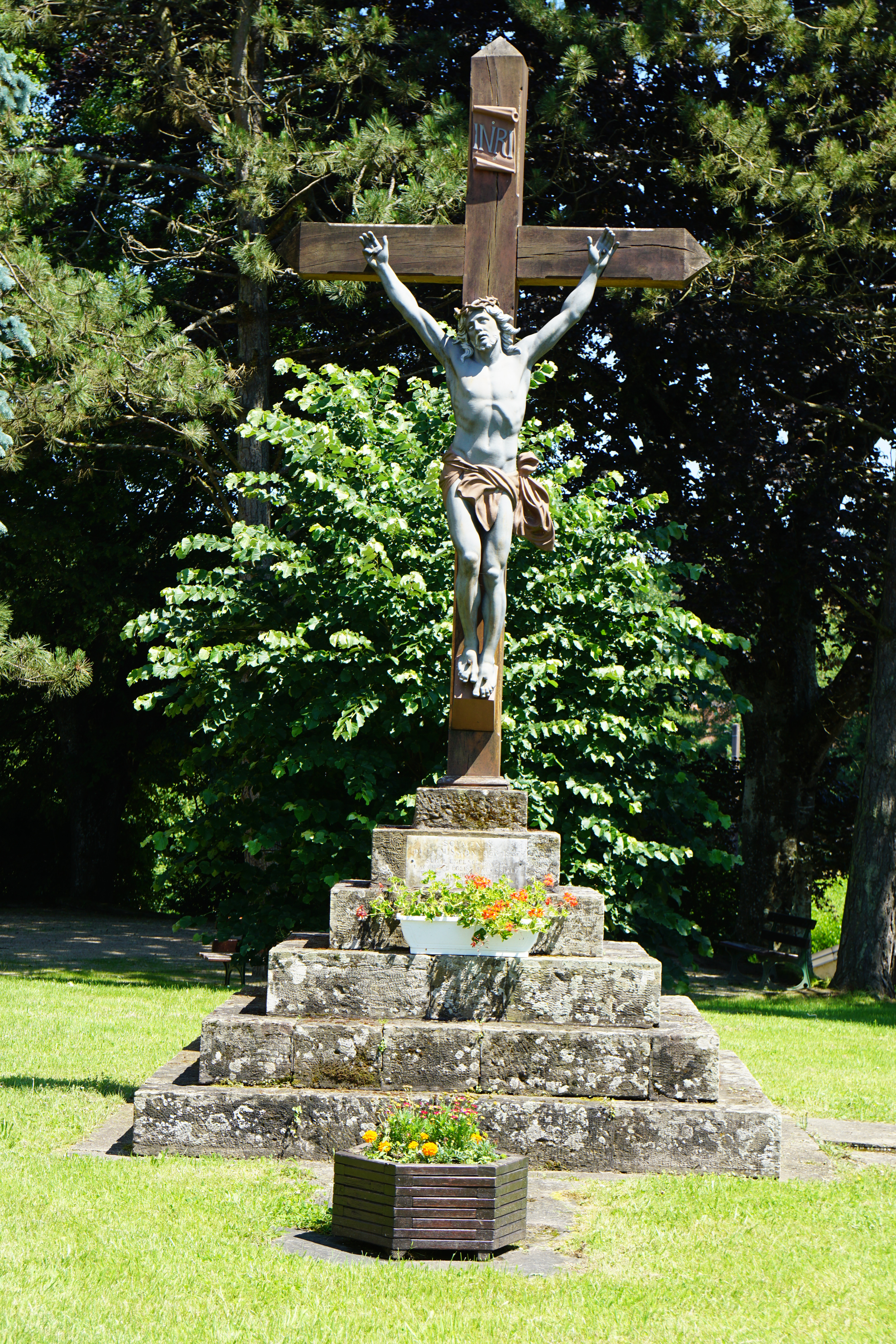
Calvaire.
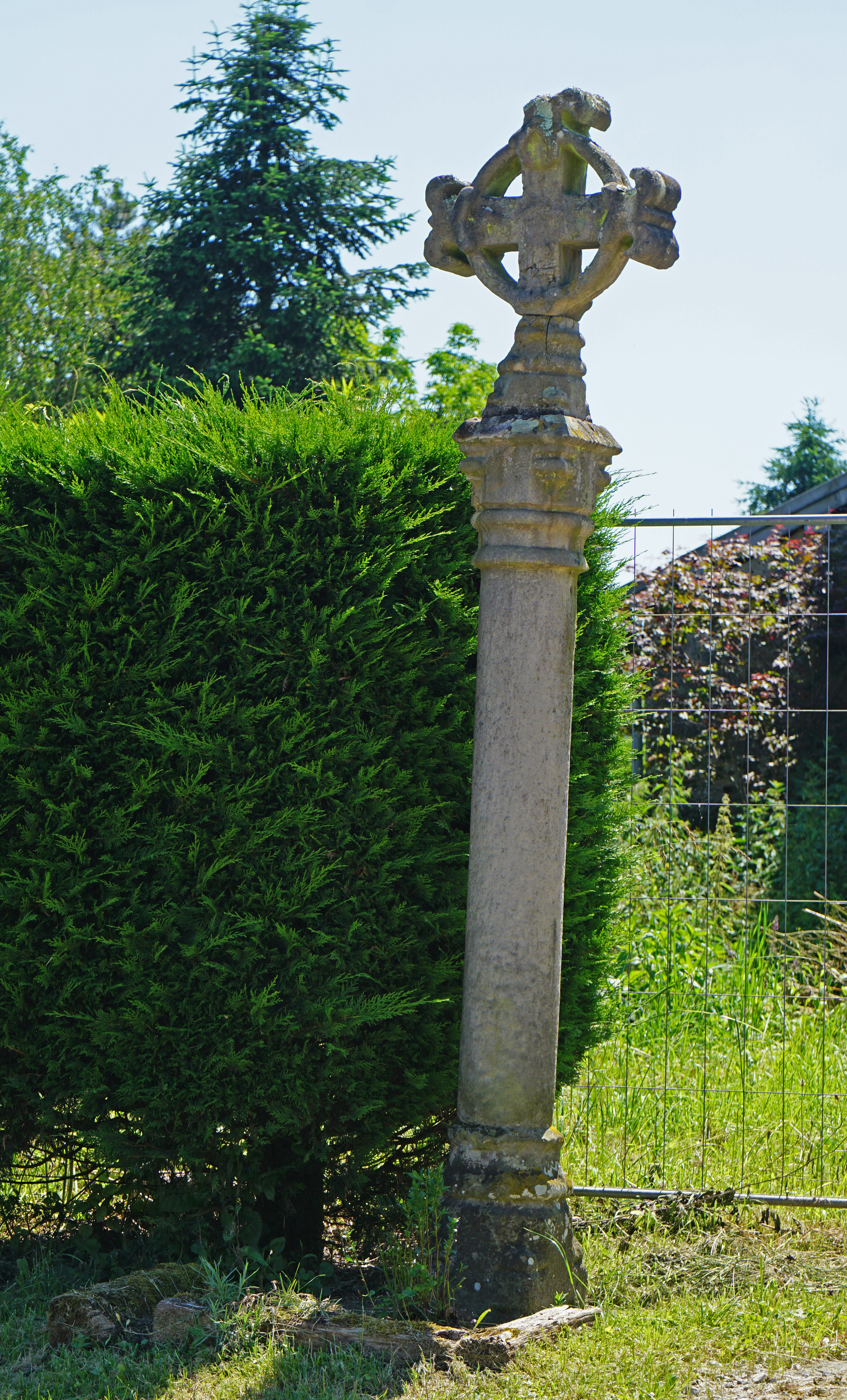
Croix.
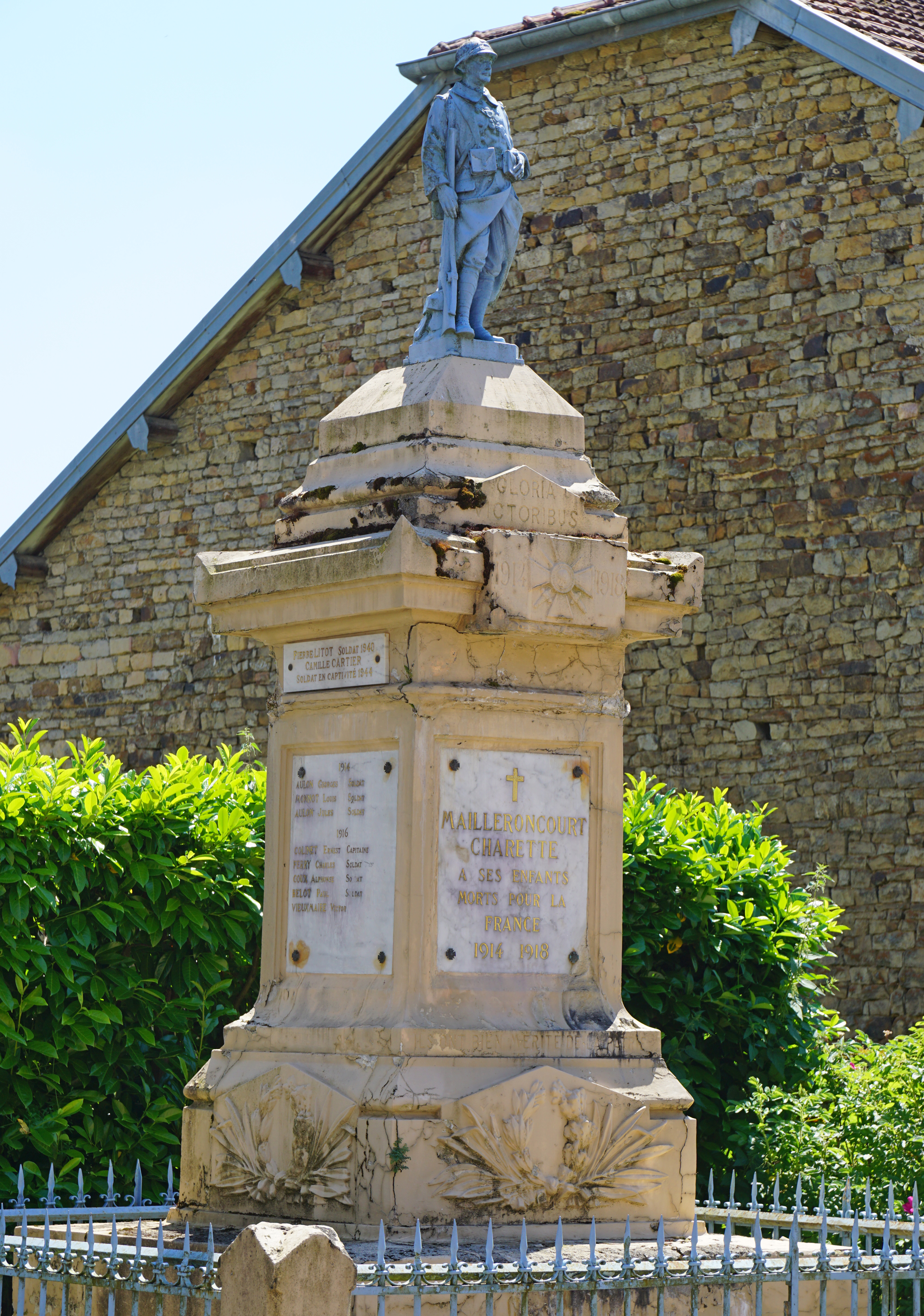
Monument aux morts.
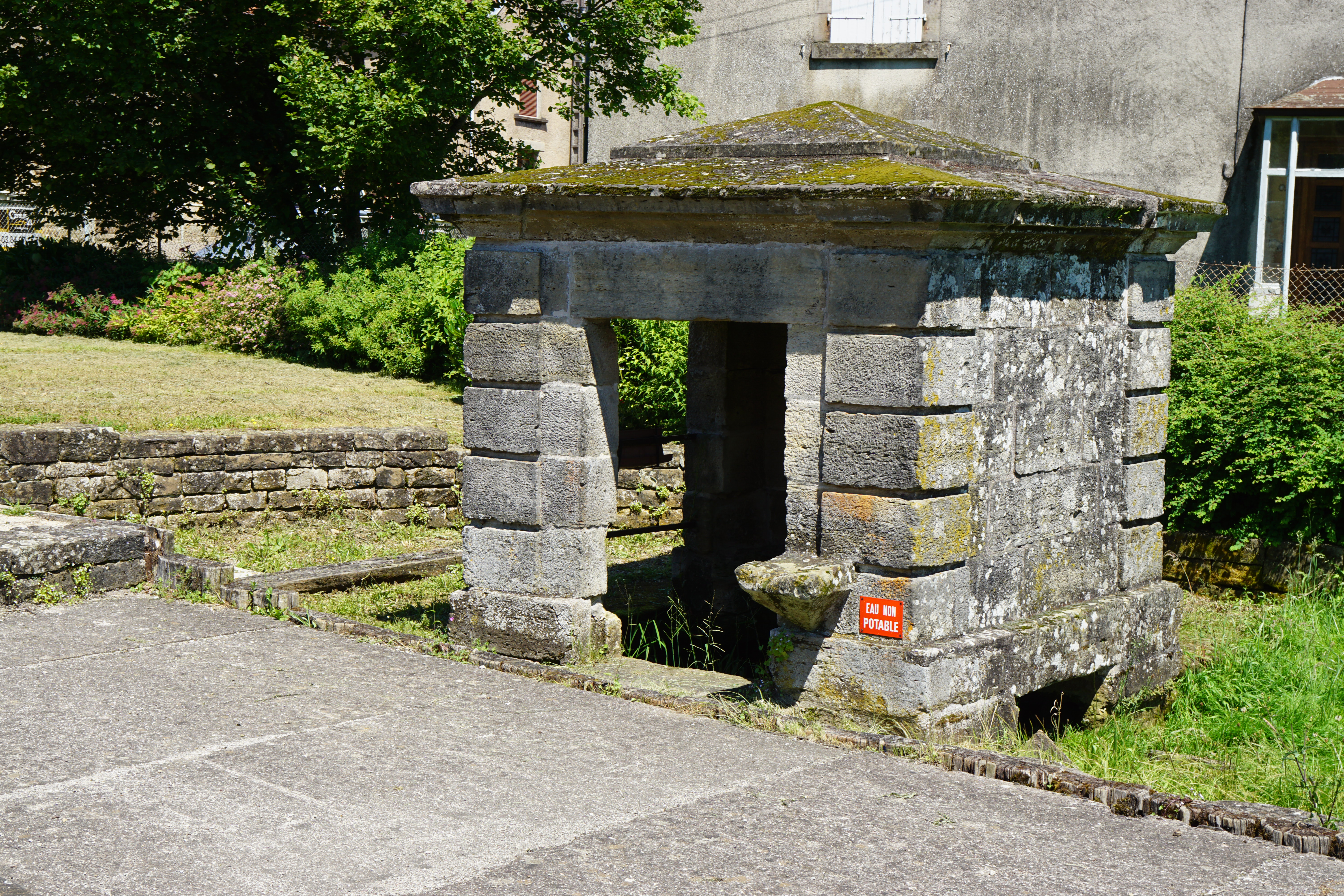
Fontaine.
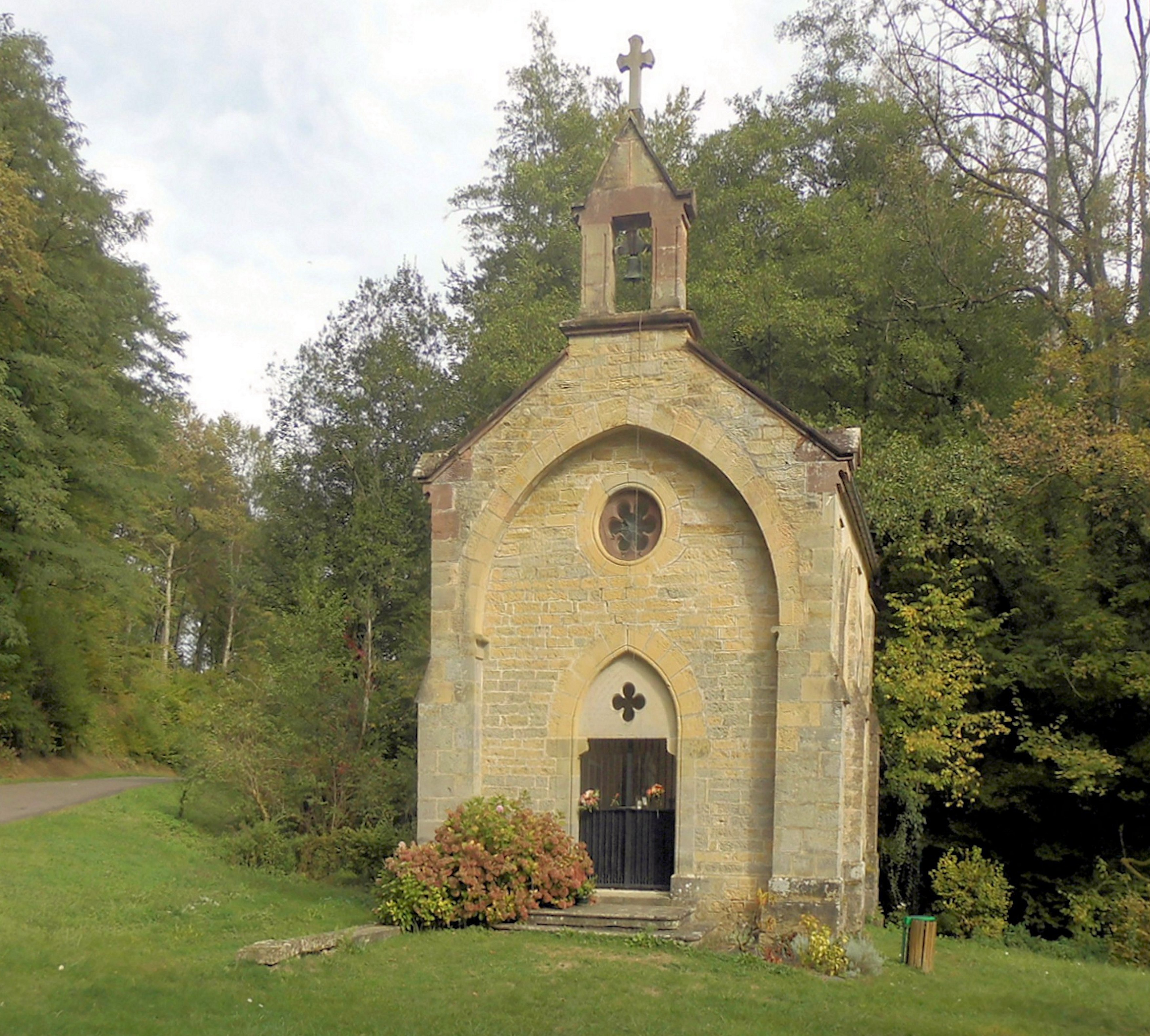
Chapelle Saint-Léger.